# 税镇镇
税镇镇，是中华人民共和国安徽省阜阳市太和县下辖的一个乡镇级行政单位。

## 行政区划
税镇镇下辖以下地区：
税镇社区、孙楼村、马庙村、陶寨村、邹桥村、姚寨村、张大庄村、十里沟村和孔寨村。